# Amelia Island
Pour les articles homonymes, voir Amelia.
Amelia Island est une île, la plus méridionale des Sea Islands (une chaîne d'îles et d'îlots qui s'étend le long de la côte est des États-Unis, de la Caroline du Nord à la Floride).
Longue de vingt et un kilomètres et large de six kilomètres au maximum, Amelia Island est située au sud de Cumberland Island (Géorgie), au large des côtes de la Floride, dans le comté de Nassau. Fernandina Beach et Amelia City se trouvent sur cette île.
Amelia Island est aussi connue sous le nom de l'île aux huit drapeaux, huit occupants ayant successivement administré les lieux depuis 1562 : la France, l'Espagne, le Royaume-Uni, l'Espagne à nouveau, les Patriotes d'Amelia Island, la Croix verte de Floride, le Mexique, les États confédérés d'Amérique et les États-Unis.
Avec ses plages, restaurants, boutiques de luxe et galeries d'art, Amelia Island est l'une des destinations touristiques les plus huppées de la First Coast. On peut y pratiquer le nautisme et le kayak, mais aussi le golf.
L'île accueille différents festivals, comme celui de la crevette, du jazz ou de la musique de chambre. S'y déroule aussi chaque année, en avril, un important tournoi professionnel de tennis féminin.

## Histoire
Au début du XIXe siècle, Amelia Island est l'une des destinations les plus utilisées par les Traites négrières et on peut y dénombre 300 vaisseaux à certains moments. Le pirate et négrier français Louis-Michel Aury s'y installe en 1815. Les marchands du Rhode Island deviennent spécialisés dans le trafic d'esclaves passant par Cuba puis vers l'Amérique, via l'île d'Amélia.
Le "scandale de l'île d'Amelia" est à l'origine d'une loi votée en 1818 à l'initiative du président américain James Monroe, qui offre une récompense aux esclaves ou aux associés de négriers donnant des informations permettant de faire saisir des navires. La vente issue de la saisie est partagée en deux, la moitié pour l'informateur et l'autre pour l'Etat.